# ゾン

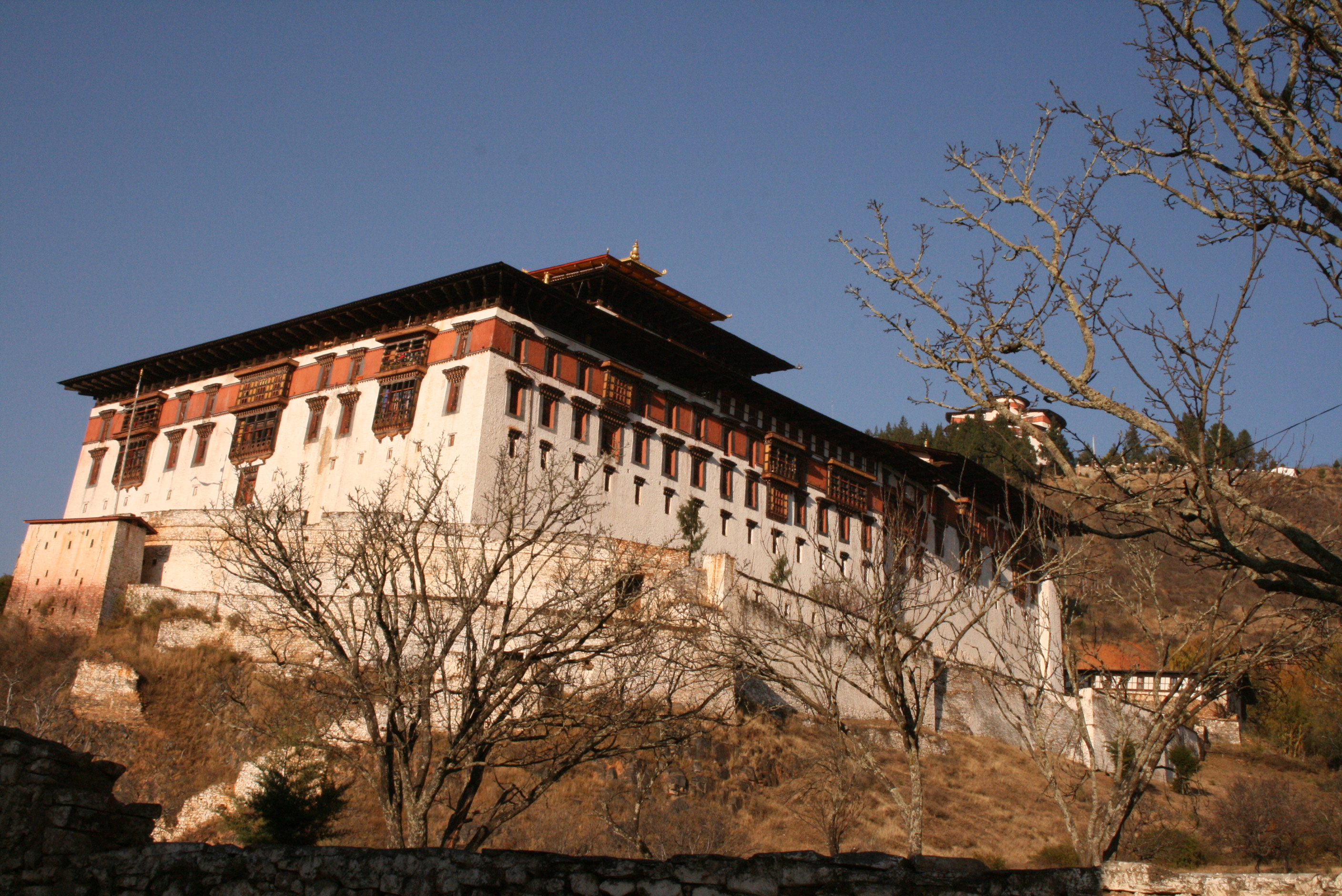
パロのゾン

ゾン（チベット文字：རྫོང་; ワイリー方式：rDzong）とは、チベット文化圏に多く見られる城塞建築である。ブータンでは最上位の地方区分単位の庁舎であり、その庁舎が管轄する行政単位をゾンカク (རྫོ་ཁག།, rdzong khag) と称する。

## チベットのゾン
チベットにおいては、行政区画単位の一種であり、中央政府が派遣する任期制の長官（ゾンポン）によって統治される行政単位であった。原義は「城塞」で、転じてその城塞に駐在する地方長官が統治する一定範囲の行政区画の呼称となった。14世紀半ば、パクモドゥパのチャンチュプ・ギェルツェンが中央チベットの覇権を握った際、要地に「十三ゾン」を設置したことを起源とする。その後次第に数を増し、雍正のチベット分割以後は、ガンデンポタン管轄下の五十三ゾンと称されるようになった。中華人民共和国の統治下にあるチベットの各地方では、県に相当するチベット語として使用されている。